# 희극 배우

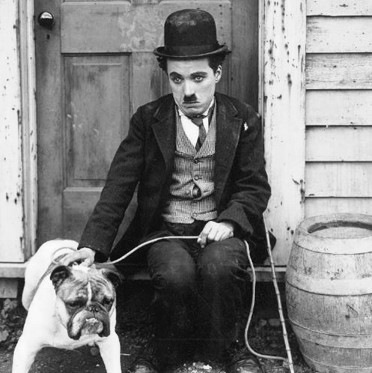
가장 유명한 희극 배우 찰리 채플린

희극 배우(喜劇俳優) 또는 코미디언(영어: Comedian)은 연예인으로 농담, 장난, 재치, 우스꽝스러운 표정이나 행동 등으로 관객을 웃게 만들어 즐거움을 주는 연예인이며, 희극(코미디) 장르의 연극, 영화, 텔레비전 드라마 등에서 연기하는 배우를 포함한다. 과거에는 광대와 희극 배우가 거의 같은 개념이었으나, 현대에는 점점 희극이 다양화되면서 서로 차이가 있는 개념이 되었다. 홀로 무대에 나와 관객에게 이야기로 웃음을 주는 희극 배우는 스탠드업 코미디언(영어: Stand-up Comedian)이라 한다.
영화의 발달로 찰리 채플린과 같은 세계적인 희극 배우가 나타났고, 대한민국에서는 1920년대 유랑 극단의 막간극을 무대로 희극 배우가 나타나기 시작했으며, 이후 텔레비전 방송의 발달과 함께 주간 코미디 프로그램을 통하여 점차 대중과 친숙해졌다.

## 명칭
대한민국에서는 한국어식 영어인 개그맨(영어: gagman) 또는 개그우먼(영어: gagwoman)이라 부르는 경우가 많다. 특히 1980년대 이후 데뷔한 젊은 배우들을 개그맨/개그우먼으로 부른다. 개그맨/개그우먼이라는 말은 전유성이 처음 사용한 것으로 알려져 있다.

## 같이 보기
- 대한민국의 희극인 목록
- 배우
- 연예인